# Lastreopsis currorii
Lastreopsis currorii är en träjonväxtart som först beskrevs av Georg Heinrich Mettenius och Oskar Kuhn, och fick sitt nu gällande namn av Tindale. Lastreopsis currorii ingår i släktet Lastreopsis och familjen Dryopteridaceae. Inga underarter finns listade.